# Campionati europei under 23 di nuoto 2025
I II Campionati europei under 23 di nuoto si sono svolti dal 26 al 28 giugno 2025 a Šamorín, in Slovacchia.

## Podi

### Uomini
| Evento        | Oro                   | Tempo    | Argento                  | Tempo    | Bronzo                | Tempo    |
| ------------- | --------------------- | -------- | ------------------------ | -------- | --------------------- | -------- |
| Stile libero  |                       |          |                          |          |                       |          |
| 50 m          | Diogo Ribeiro         | 21"67    | Vladyslav Bukhov         | 21"74    | David Popovici        | 21"86    |
| 100 m         | David Popovici        | 46"71    | Jere Hribar              | 48"33    | Toni Dragoja          | 48"67    |
| 200 m         | David Popovici        | 1'43"64  | Petar Mitsin             | 1'46"48  | Charlie Hutchison     | 1'46"84  |
| 400 m         | Petar Mitsin          | 3'46"66  | Tyler Melbourne-Smith    | 3'48"69  | Sašo Boškan           | 3'49"26  |
| 800 m         | Sven Schwarz          | 7'38"98  | Petar Mitsin             | 7'53"32  | Emile Vincent         | 7'53"88  |
| 1500 m        | Sven Schwarz          | 14'38"96 | Emile Vincent            | 14'59"62 | Filippo Bertoni       | 15'10"31 |
| 50 m swim-off | Filippos Andriadakis  |          | Bjørnar Grytnes Laskerud |          | Bozo Puhalovic        |          |
| Dorso         |                       |          |                          |          |                       |          |
| 50 m          | Ksawery Masiuk        | 24"82    | Lysander Osman           | 24"88    | Ádám Jászó            | 25"02    |
| 100 m         | Jack Skerry           | 53"35    | Oleksandr Zheltyakov     | 53"93    | Matthew Ward          | 54"29    |
| 200 m         | Apostolos Siskos      | 1'55"84  | Oleksandr Zheltyakov     | 1'57"34  | Cameron Brooker       | 1'58"45  |
| Rana          |                       |          |                          |          |                       |          |
| 50 m          | Luka Mladenovic       | 26"72    | Volodymyr Lisovets       | 27"29    | Dawid Wiekiera        | 27"58    |
| 100 m         | Luka Mladenovic       | 59"97    | Volodymyr Lisovets       | 1'00"36  | Ivo Kroes             | 1'00"62  |
| 200 m         | Luka Mladenovic       | 2'10"08  | Eoin Corby               | 2'10"50  | Maksym Ovchinnikov    | 2'10"77  |
| Delfino       |                       |          |                          |          |                       |          |
| 50 m          | Diogo Ribeiro         | 23"01    | Vladyslav Bukhov         | 23"09    | Denis-Laurean Popescu | 23"43    |
| 100 m         | Denis-Laurean Popescu | 51"48    | Diogo Ribeiro            | 51"73    | Vili Sivec            | 52"22    |
| 200 m         | Krzysztof Chmielewski | 1'54"91  | Andrea Camozzi           | 1'56"94  | Apostolos Siskos      | 1'57"23  |
| Misti         |                       |          |                          |          |                       |          |
| 200 m         | Dominik Márk Török    | 2'00"00  | Vadym Naumenko           | 2'00"51  | Daniil Giourtzidis    | 2'00"56  |
| 400 m         | Cedric Büssing        | 4'13"93  | Charlie Hutchison        | 4'14"12  | Dominik Márk Török    | 4'15"17  |

### Donne
| Evento        | Oro                                | Tempo    | Argento             | Tempo    | Bronzo                | Tempo    |
| ------------- | ---------------------------------- | -------- | ------------------- | -------- | --------------------- | -------- |
| Stile libero  |                                    |          |                     |          |                       |          |
| 50 m          | Milou van Wijk                     | 24"23    | Roos Vanotterdijk   | 24"86    | Darcy Revitt          | 25"08    |
| 100 m         | Milou van Wijk                     | 53"66    | Nina Jane Holt      | 54"01    | Lilla Minna Ábrahám   | 54"36    |
| 200 m         | Nikolett Pádár Lilla Minna Ábrahám | 1'56"03  | Non assegnata.      |          | Justina Kozan         | 1'58"26  |
| 400 m         | Maya Werner                        | 4'07"89  | Francisca Martins   | 4'09"03  | Lilla Minna Ábrahám   | 4'09"56  |
| 800 m         | Maya Werner                        | 8'29"53  | Klaudia Tarasiewicz | 8'33"93  | Artemis Vasilaki      | 8'34"35  |
| 1500 m        | Artemis Vasilaki                   | 16'22"20 | Klaudia Tarasiewicz | 16'26"58 | Marian Plöger         | 16'32"40 |
| 50 m swim-off | Milou van Wijk                     |          | Nikolett Pádár      |          | Iris Julia Berger     |          |
| Dorso         |                                    |          |                     |          |                       |          |
| 50 m          | Roos Vanotterdijk                  | 28"05    | Adela Piskorska     | 28"23    | Zoe Carlos-Broc       | 28"35    |
| 100 m         | Adela Piskorska                    | 1'00"01  | Roos Vanotterdijk   | 1'00"27  | Bertille Cousson      | 1'00"90  |
| 200 m         | Honey Osrin                        | 2'11"28  | Adela Piskorska     | 2'11"50  | Bertille Cousson      | 2'11"56  |
| Rana          |                                    |          |                     |          |                       |          |
| 50 m          | Eneli Jefimova                     | 30"03    | Silje Slyngstadli   | 30"55    | Kotryna Teterevkova   | 30"68    |
| 100 m         | Eneli Jefimova                     | 1'06"30  | Kotryna Teterevkova | 1'07"50  | Ellie McCartney       | 1'07"58  |
| 200 m         | Clara Rybak-Andersen               | 2'23"89  | Ellie McCartney     | 2'24"02  | Kotryna Teterevkova   | 2'24"86  |
| Delfino       |                                    |          |                     |          |                       |          |
| 50 m          | Roos Vanotterdijk                  | 25"63    | Tamara Potocká      | 25"86    | Daryna Nabojčenko     | 25"90    |
| 100 m         | Roos Vanotterdijk                  | 57"10    | Georgia Damasioti   | 58"06    | Lucy Grieve           | 58"71    |
| 200 m         | Georgia Damasioti                  | 2'09"21  | Lana Pudar          | 2'10"85  | Laura Lahtinen        | 2'12"05  |
| Misti         |                                    |          |                     |          |                       |          |
| 200 m         | Ellie McCartney                    | 2'12"50  | Bertille Cousson    | 2'13"72  | Tamara Potocká        | 2'13"82  |
| 400 m         | Justina Kozan                      | 4'41"57  | Giada Alzetta       | 4'44"31  | Eszter Szabo-Feltothy | 4'47"23  |

### Gare miste
| Evento               | Oro                                                                                   | Tempo   | Argento                                                                                              | Tempo   | Bronzo | Tempo   |
| -------------------- | ------------------------------------------------------------------------------------- | ------- | --- | ------- | --- | ------- |
| Staffette            |                                                                                       |         | |         | |         |
| 4x100 m stile libero | Ungheria Dániel Mészáros Benedek Bona Lilla Minna Ábrahám Nikolett Pádár Panna Ugrai* | 3'27"13 | Germania Julian Koch Martin Wrede Julianna Dora Bocska Nina Jane Holt Timo Sorgius* Philipp Peschke* | 3'27"16 | Regno Unito Alexander Cohoon Cameron Brooker Evelyn Davis Erin Little Alexander Painter*                    | 3'27"93 |
| 4x100 m misti        | Polonia Adela Piskorska Dawid Wiekiera Adrian Jaskiewicz Zuzanna Famulok              | 3'48"25 | Regno Unito Matthew Ward Rory Dickson Lucy Grieve Evelyn Davis Honey Osrin* Alexander Cohoon*        | 3'48"27 | Grecia Apostolos Siskos Marios Theodoros Zafeiropoulos Georgia Damasioti Anna Vlachou Filippos Andreadakis* | 3'48"54 |

## Medagliere
| Pos.   | Nazione              | Oro | Argento | Bronzo | Totale |
| ------ | -------------------- | --- | ------- | ------ | ------ |
| 1      | Polonia              | 5   | 4       | 2      | 11     |
| 2      | Germania             | 5   | 2       | 1      | 8      |
| 3      | Ungheria             | 4   | 1       | 5      | 10     |
| 4      | Grecia               | 4   | 1       | 4      | 9      |
| 5      | Belgio               | 3   | 2       | 0      | 5      |
| 6      | Romania              | 3   | 0       | 2      | 5      |
| 7      | Austria              | 3   | 0       | 1      | 4      |
| 7      | Paesi Bassi          | 3   | 0       | 1      | 4      |
| 9      | Regno Unito          | 2   | 3       | 6      | 11     |
| 10     | Portogallo           | 2   | 2       | 0      | 4      |
| 11     | Estonia              | 2   | 0       | 0      | 2      |
| 12     | Irlanda              | 1   | 2       | 1      | 4      |
| 13     | Bulgaria             | 1   | 2       | 0      | 3      |
| 14     | Danimarca            | 1   | 0       | 0      | 1      |
| 15     | Ucraina              | 0   | 7       | 1      | 8      |
| 16     | Francia              | 0   | 3       | 4      | 7      |
| 17     | Italia               | 0   | 2       | 1      | 3      |
| 18     | Norvegia             | 0   | 2       | 0      | 2      |
| 19     | Croazia              | 0   | 1       | 3      | 4      |
| 20     | Lituania             | 0   | 1       | 2      | 3      |
| 21     | Slovacchia           | 0   | 1       | 1      | 2      |
| 22     | Bosnia ed Erzegovina | 0   | 1       | 0      | 1      |
| 23     | Rep. Ceca            | 0   | 0       | 1      | 1      |
| 23     | Finlandia            | 0   | 0       | 1      | 1      |
| 23     | Slovenia             | 0   | 0       | 1      | 1      |
| Totale | Totale               | 39  | 37      | 38     | 114    |